# James Newton Howard
James Newton Howard (Los Ángeles, 9 de junio de 1951) es un compositor estadounidense, varias veces nominado a los premios Óscar.

## Biografía
A través de su prolífica carrera como compositor, músico y escritor de canciones, James Newton Howard ha compuesto partituras de todas las escalas y géneros, ganando múltiples nominaciones por sus trabajos. Howard inició sus estudios de música desde temprana edad al cursar sus estudios en la Music Academy of the West en Santa Bárbara (California) para luego estudiar sobre la interpretación de Piano en la "Universidad del sur de California". Posteriormente Howard dejó la universidad para colaborar con Elton John como teclista durante los años 70 e inicios de 80 antes de convertirse en compositor fílmico a mediados de los años 80.
Para los años 90, Howard había compuesto partituras de alta calidad como lo son para la comedia romántica Pretty Woman y para el drama basado en hechos reales Viven!, posteriormente recibiría su primera nominación a un premio de la academia cinematográfica por su música para la película dramática de Barbra Streisand El príncipe de las mareas en 1991. Impuso el estilo musical de muchas películas de aquella década y gracias a sus habilidades pudo manejar una diversidad de géneros musicales diferentes. Ha compuesto varias de las partituras para películas de M. Night Shyamalan como El sexto sentido, El protegido, Señales, El bosque, El Incidente y La joven del agua. Además, Howard compuso la música del filme western Wyatt Earp, Las dos caras de la verdad, Un crimen perfecto y la película Waterworld de Kevin Costner. También escribió la música para tres películas de la factoría Disney. Estas películas son El planeta del tesoro, Atlantis: el imperio perdido y Dinosaurio.
Para el año 2005 al lado del alemán Hans Zimmer compuso la música para la película Batman Begins, una colaboración que ambos deseaban hacer desde tiempo atrás. En 2008 repitieron en The Dark Knight.
Su estilo musical es elaborado y, en ocasiones, difícil de catalogar. En general, se puede decir que Newton Howard es un músico de bandas sonoras a caballo entre el sinfonismo de compositores como Williams o Goldsmith y músicos más experimentales o menos clásicos como Zimmer, Badelt o Powell. Es muy hábil en las partituras de acción, a las que es capaz de incorporar con acierto grandes secciones de percusión y sintetizadores. En ocasiones, su música se torna más oscura e incidental, adoptando un estilo más serialista o incluso minimalista. Es uno de los compositores de bandas sonoras más reconocidos del momento. Pero su obra más conocida sin duda es "The Hanging Tree", en colaboración con Jennifer Lawrence, escrita por Suzanne Collins y compuesta por The Lumineers para la película Los juegos del hambre: sinsajo - Parte 1, ganando un disco de platino y el recibimiento del público, mientras que los críticos dicen que se merecía una nominación a los premios Grammy Awards
Su orquestación tiende a ser luminosa, más alejada de otros estilos como puedan ser los de Howard Shore o John Barry. Es frecuente la presencia que tienen en su obra los clarinetes, las flautas y todas las maderas en general. De hecho, todo su poder melódico suele apoyarse en esta familia de instrumentos. También es común que intercale grandes progresiones sinfónicas, de sonido grandilocuente, con ritmos marciales a base de percusiones y metales. Otras veces, dependiendo del trabajo y el director para el que trabaje, Newton Howard opta por una presencia mayoritaria de las cuerdas, donde experimenta más y se inclina por un sonido más enigmático. Últimamente ha incluido en sus bandas sonoras solos de violín y violonchelo muy apreciables.

## Premios y distinciones
Premios Óscar
| Año  | Categoría              | Trabajo nominado          | Resultado |
| ---- | ---------------------- | ------------------------- | --------- |
| 1992 | Mejor banda sonora     | El príncipe de las mareas | Nominado  |
| 1994 | Mejor banda sonora     | El fugitivo               | Nominado  |
| 1995 | Mejor canción original | Junior                    | Nominado  |
| 1997 | Mejor canción          | Un día inolvidable        | Nominado  |
| 1998 | Mejor banda sonora     | La boda de mi mejor amigo | Nominado  |
| 2005 | Mejor banda sonora     | El bosque                 | Nominado  |
| 2008 | Mejor banda sonora     | Michael Clayton           | Nominado  |
| 2009 | Mejor banda sonora     | Defiance                  | Nominado  |
| 2021 | Mejor banda sonora     | News of the World         | Nominado  |

## Discografía
- James Newton Howard · 1974
- James Newton Howard and Friends · 1988
- Pretty Woman · Banda sonora · 1990
- Marked for Death · Banda sonora · 1990
- Línea mortal · Banda sonora · 1990
- Revealing Evidence: Stalking the Honolulu Strangler · Banda sonora · 1990
- Grand Canyon · Banda sonora · 1991
- Elegir un amor · Banda sonora · 1991
- Verano en Luisiana · Banda sonora · 1991
- Mi chica · Banda sonora · 1991
- El príncipe de las mareas · Banda sonora · 1991
- Dave, presidente por un día · Banda sonora · 1993
- El fugitivo · Banda sonora · 1993
- ¡Viven! · Banda sonora · 1993
- Junior · Banda sonora · 1994
- Restauración · Banda sonora · 1994
- Wyatt Earp · Banda sonora · 1994
- Restauración · Banda sonora · 1995
- Causa justa · Banda sonora · 1995
- Waterworld · Banda sonora · 1995
- Las dos caras de la verdad · Banda sonora · 1996
- Un día inolvidable · Banda sonora · 1996
- Space Jam · Banda sonora · 1997
- Pactar con el diablo · Banda sonora · 1997
- Mensajero del futuro · Banda sonora · 1997
- La boda de mi mejor amigo · Banda sonora · 1997
- El sexto sentido · Banda sonora · 1999
- Novia a la Fuga · Banda sonora . 2000
- Dinosaurio · Banda sonora · 2000
- El protegido · Banda sonora · 2000 · Hollywood Records 0122852HWR
- Atlantis: el imperio perdido · Banda sonora · 2001
- El planeta del tesoro · Banda sonora · 2002
- Señales · Banda sonora · 2002
- El Club de los Emperadores · Banda sonora · 2002
- Peter Pan · Banda sonora · 2003
- El cazador de sueños · Banda sonora · 2003
- Océanos de fuego · Banda sonora · 2004
- El bosque · Banda sonora · 2004
- La intérprete · Banda sonora · 2005
- Batman Begins · Banda sonora · 2005  (Con Hans Zimmer)
- King Kong · Banda sonora · 2005
- Freedomland · Banda sonora · 2006
- Lady in the Water · Banda sonora · 2006
- The Lookout · Banda sonora · 2006
- Diamante de sangre · Banda sonora · 2006
- The Risk Pool · Banda sonora · 2007
- Soy leyenda . Banda sonora . 2008
- The Happening · Banda sonora · 2008
- The Dark Knight · Banda sonora · 2008  (Con Hans Zimmer)
- Defiance · Banda sonora · 2008
- Confessions of a Shopaholic · Banda sonora · 2009
- Duplicity · Banda sonora · 2009
- Inhale · Banda sonora · 2009
- Nanny McPhee and the Big Bang · Banda sonora · 2010
- Gnomeo y Julieta · Banda sonora · 2010
- The Tourist · Banda sonora · 2010
- Salt · Banda sonora · 2010
- El último maestro del aire · Banda sonora · 2010
- Linterna Verde · Banda sonora · 2011
- Agua para Elefantes · Banda sonora · 2011
- Los juegos del hambre · Banda sonora · 2012
- Snow White & the Huntsman · Banda sonora · 2012
- El legado de Bourne · Banda sonora · 2012
- ¡Por fin solos! · Banda sonora · 2012
- After Earth · Banda sonora · 2013
- Los juegos del hambre: en llamas · Banda sonora · 2013
- Maléfica · Banda sonora · 2014
- Los juegos del hambre: Sinsajo - Parte 1 · Banda sonora · 2014
- Los juegos del hambre: Sinsajo - Parte 2 · Banda sonora · 2015
- El cazador y la reina del hielo · Banda sonora · 2016
- Animales fantásticos y dónde encontrarlos · Banda sonora · 2016
- Red Sparrow · Banda sonora · 2018
- Animales fantásticos: Los crímenes de Grindelwald · Banda sonora · 2018
- Vida oculta · Banda sonora · 2019
- News of the World · Banda sonora · 2020
- Raya y el último dragón · Banda sonora · 2021
- Jungle Cruise · Banda sonora · 2021